# Stavely
Stavely is een plaats (town) in de Canadese provincie Alberta en telt 435 inwoners (2006).